# PVRIS
PVRIS (вимовляється Paris) — американський попрок-гурт з Ловеллу, Массачусетс, в який на даний момент входять Ліндсі Ґаннулфсен «Лінн Ґанн» і Браян Макдональд. За весь свій час гурт випустив три студійні платівки: White Noise у листопаді 2014 року з хітами «You and I» та «My House», All We Know of Heaven, All We Need of Hell у 2017 році, включаючи «What's Wrong», а також Use Me у 2020 році, включаючи «Hallucinations». У 2021 році PVRIS випустили свої найновіші сингли на Warner Records.

## Історія

### Формування і ранні релізи (2012—2014)
Гурт сформований Ліндсі Ґаннулфсен, Бредом Ґріффіном і Кайлом Ентоні, які колись були частиною місцевого металкор гурту «Operation Guillotine». Цей гурт також представив Тома Роя на бас-гітарі і на чистому вокалі, і Алекса Уайтінга на лід-гітарі. Тим не менш, гурт розпався в 2011 році і Ліндсі Ґаннулфсен, Бред Ґріффін і Кайл Ентоні пішли, щоб сформувати PVRIS в 2012 році, разом з Алексом Бабінскі, колишнім гітаристом «I Am The Fallen», і Брайаном Макдональдом. PVRIS почали стійкий підйом по драбинці успіху наприкінці 2012 року-початку 2013 року. Кайл Ентоні вирішив покинути гурт незабаром після створення. 26 березня 2013 PVRIS випустили свій однойменний EP. Жанр був описаний як постхардкор. Весною вони грали спорадичні шоу, включаючи міні-тур із Love, Robot.
Влітку 2013 року PVRIS розпочали свій шлях на Ernie Ball Stage на Vans Warped Tour в Менсфілді, штат Массачусетс і Хартфорді, штат Коннектикут. Протягом цього часу, вони офіційно змінили свою назву з «Paris» на «PVRIS» посилаючись на юридичні підстави, що офіційно було зроблено 26 липня.
1 вересня 2013 PVRIS оголосили, що вони приєднаються до The Rise Up Tour разом з A Skylit Drive, For All Those Sleeping, Wolves At The Gate та I the Mighty. Це був перший повноформатний тур по США як гурту, який в результаті приніс їм велику популярність. Незабаром після закінчення туру, вони розлучилися з їх барабанщиком Бредом Ґріффіном, і продовжили як тріо. PVRIS почали дражнити шанувальників, що зовсім скоро вони ввійдуть в студію, щоб скласти і записати новий матеріал.
Цей процес запису почався в грудні, коли PVRIS ввійшли в студію разом з Блейком Гарнейджем із гурту Versa. Протягом всього часу вони ретельно приховували свою діяльність створюючи атмосферу таємниці і ажіотаж навколо свого нового матеріалу. Одночасно з випуском їх акустичного EP, PVRIS приєдналися до A Loss For Words, Veara, City Lights та Moms на 5-й річниці The Kids Can't Lose Tour з 29 березня 2014 по 13 квітня 2014 року.

### White Noise(2014—2016)
Коли гурт повернувся до написання, їх звучання різко змінилося, включивши в музику поп та електронні елементи. Ґанн стверджувала, що ця зміна звучання була зроблена підсвідомо. У червні 2014 PVRIS прагнули зробити найбільший сплеск серії анонсів, які будуть їх наступним кроком вперед. 18 червня PVRIS оголосили про підписання контракту з Rise/Velocity Records, що робило їх першим та єдиним гуртом з жіночим вокалом на лейблі. Після цього, 24 червня PVRIS випустили перший сингл «St. Patrick» з нового альбому. В інтерв'ю з The Huffington Post Ліндсі розповіла про хвилювання, яке прийшло з можливістю випустити нову музику на публіку. «Ми чекали більше шести місяців, щоб випустити що-небудь … Це так неймовірно, виставити наше творіння на огляд всьому світові. Нашу працю можуть зацінити набагато більше людей, ніж ми могли собі уявити!». Коли їй сказали про те, що вона творить історію спільно з Rise Records, Ліндсі прокоментувала це так: «Це означає, що я повинна бути босом… І це безумовно круто!»
Гурт грав два тижні на сцені Battle of the Bands під час Warped Tour. Протягом того часу, що вони провели на Warped Tour, The Huffington Post випустила другу статтю, в якій вони згадувалися, як одні з «18 артистів, яких вам потрібно знати на півдорозі 2014 року». «Лінн Ґанн — сила, яка не може заперечуватися, приємно гостра в її легкозбудливих і безтурботних вокалізаціях. Перша жінка-вокалістка, підписана Rise Records, лейбл, який майже неправдоподібно зробив металкор музикою однаково доступною і бажаною, лейбл, котрий зробив своє найрозумніше придбання.»
4 серпня 2014 PVRIS офіційно оголосили, що вони будуть підтримувати Mayday Parade, Tonight Alive, & Major League на Honeymoon Tour з 14 жовтня 2014 по 14 листопада 2014. Це означало їх другий повноцінний тур по США. З'явилося багато припущень щодо випуску їх нового альбому. 22 серпня PVRIS випустили «The Empty Room Sessions» версію пісні «St. Patrick» на iTunes, яка була випущена 16 липня разом з музичним відео.
PVRIS приєдналися до Emarosa, Beautiful Bodies та Too Close to Touch на Up Close & Personal Tour з 6 вересня 2014 по 9 вересня 2014, який проводився в пряму підтримку майбутнього альбому Emarosa «Versus». PVRIS також долучилися до Ice Grills 2014 Tour в Японії з 16 вересня 2014 по 21 вересня 2014. Протягом туру Ліндсі та Браян грали з A Loss For Words та State Champs, а PVRIS надавали акустичну допомогу.
22 вересня 2014 PVRIS анонсували вихід свого дебютного альбому White Noise, що вийде 4 листопада 2014. Наступного дня PVRIS випустили другий сингл, а також кліп на пісню «My House» з майбутнього альбому White Noise. 6 жовтня 2014 випустили «The Empty Room Sessions» версію пісні «My House». 16 жовтня 2014 PVRIS випустили свій третій сингл, однойменний трек «White Noise» з їхнього дебютного альбому.
10 листопада 2014 було оголошено, що PVRIS будуть підтримувати Pierce the Veil та Sleeping with Sirens на другій частині світового турне разом з Mallory Knox, котрий також буде їх підтримувати. Тур проходить з 23 січня по 4 березня, починаючи з Сан-Дієго і закінчуючи Оклахома-Сіті.
25 березня 2015, PVRIS випустила офіційне відео «White Noise».
11 червня 2015 року PVRIS виграли the Relentless Kerrang! Awards 2015 року за Best International Newcomer. 22 червня 2015 року Pvris випустили кавер на пісню Chandelier — Sia із deluxe-видання Punk Goes Pop 6. 2 липня 2015 року PVRIS випустили офіційний кліп на пісню «Holy». 21 липня 2015 року PVRIS випустили офіційний кліп на пісню «Fire». Наступного дня на церемонії вручення премії Alternative Press Music Awards вони отримали нагороду за Breakthrough Band. Гурт підтримав Bring Me the Horizon у США в жовтні, а потім підтримав їх наступного місяця у Великобританії. У лютому та березні гурт підтримував Fall Out Boy під час їхнього туру по США. 5 січня 2016 року Pvris дебютували на мережевому телебаченні, виконавши «My House» та «White Noise» на Jimmy Kimmel Live!.
17 лютого 2016 року на Радіо 104.5 відбулася прем'єра нової пісні під назвою «You and I». Пісня була випущена 22 лютого разом з музичним відео та представлена в deluxe-виданні White Noise, випущеному 22 квітня. Deluxe-альбом також включав урізану версію «You and I», а також новий трек «Empty».
11 травня 2016 року PVRIS вирушили у свій перший американський тур в ролі хедлайнера, який завершився 10 червня. Було оголошено, що гурт вперше гратиме в чиказькому Lollapolooza 29 липня 2016 року.

### All We Know of Heaven, All We Need of Hell(2016—2018)
27 липня 2016 року Лінн Ганн опублікувала у своєму Твіттері світлину, на якій показано 45 пісень, написаних для альбому 2. 21 серпня 2016 року PVRIS відіграли свій останній концерт на Summer Sonic Osaka. Після цього вони поїхали в місто Ютіка в північній частині штату Нью-Йорк, щоб записати свій другий альбом у нібито церкві з привидами, яка перетворилася на студію звукозапису. 13 лютого 2017 року PVRIS підтвердили у дописі на своїй сторінці у Facebook, що запис альбому 2 завершено. 17 лютого 2017 року PVRIS оновили всі свої соціальні мережі новою темою, а також дописом із римськими цифрами «II XX XVII» або 2 20 17. 20 лютого вони оголосили про невелике європейське турне. Потім Лінн Ґанн написала в Твіттері: «О, мої любі, ви не бачите? Нова ера тільки почалася». Вона також підтвердила, що шанувальники зможуть почути кілька нових пісень під час європейського туру.
30 квітня 2017 року PVRIS представили свій новий сингл «Heaven» зі свого майбутнього альбому на BBC Radio 1 Rock Show. 1 травня було оголошено про вихід All We Know of Heaven, All We Need of Hell 4 серпня. 4 та 5 травня 2017 року PVRIS виступили в Лондоні в рамках свого європейського туру та вперше продемонстрували пісню «Half» як частину свого нового альбому. 13 червня PVRIS представили свій сингл «What's Wrong» у шоу Енні Мак на BBC Radio 1 як ще одне доповнення до альбому AWKOHAWNOH.
PVIRS випустили ремікс на сингл The Aces «Last One» 26 квітня 2019 року.

### Hallucinations, Warner/Reprise Records,Use Me, і вигнання Бабінскі (2019—2021)
Гурт підписав контракт з Reprise/Warner Records після виходу з лейблу Rise, і 12 липня 2019 року вони випустили новий сингл «Death of Me» та супровідне музичне відео як головний сингл свого EP, Hallucinations. Трек дебютував під номером 1 у хіт-параді Kerrang Rock Chart.
16 серпня 2019 року гурт випустив пісню/відео «Hallucinations» як свій другий сингл, завдяки якому гурт продовжив прогресувати до більш танцювального/EDM звучання. За тиждень до випуску синглу гурт надіслав своїм шанувальникам ексклюзивні вінілові копії синглу. Фронтвумен Лінн Ґанн пізніше заявила у Твіттері, що ці вініли були обмеженим тиражем лише 500 копій. Трек мав комерційний успіх та успіх у критиків, кілька тижнів перебуваючи в чартах Billboard Alternative Airplay, досягнувши 35-го місця.
19 жовтня 2019 року вони оголосили в соціальних мережах, що EP «Halucinations» вийде 25 жовтня 2019 року з п'ятьма треками. 8 січня 2020 року було оголошено, що вони приєднаються до Halsey в її Manic World Tour, який в підсумку був відкладений на невизначений термін через COVID-19.
4 березня 2020 року, використовуючи кілька «дражливих» посилань у соціальних мережах, PVRIS анонсували свій третій альбом Use Me. 4 березня 2020 року гурт випустив пісню «Dead Weight» як перший сингл з Use Me, і оголосив дату релізу альбому (1 травня). Прем'єра «Dead Weight» відбулася на шоу BBC Radio 1 Енні Мак і була представлена як «Найгарячіший запис у світі». K.Flay співпрацювала з гуртом під час запису синглу, жанр якого був описаний як даркпоп. Кліп на «Dead Weight» було знято в Мілані, Італія.
8 квітня 2020 року гурт оголосив, що випуск Use Me був відкладений на 10 липня 2020 року, а 2 липня гурт оголосив про подальшу затримку до 28 серпня 2020 року. Deluxe-видання альбому було випущено 22 жовтня 2020 року.
26 серпня 2020 року гурт оголосив, що гітарист Алекс Бабінскі більше не входить до їх колективу через звинувачення у сексуальних домаганнях. Невдовзі після цього Бабінскі оприлюднив заяву, рішуче заперечуючи звинувачення, заявляючи, що звернеться до суду, але заявив, що розуміє рішення, прийняте Ґанн і Макдональдом.

### «Monster»та«My Way»(2021)
Наприкінці липня PVRIS почали дражнити фанатів своїми натяками на майбутній сингл. На загадковому вебсайті sweatblvvdtears.com [Архівовано 5 грудня 2021 у Wayback Machine.], гурт розмістив десять римських цифр, які поступово розкривались на символи та підказки, що стосуються пісні та її випуску. 28 липня обкладинка синглу була представлена на кладовищі Пер-Лашез у Парижі, Франція, перед офіційним релізом синглу «Monster» 30 липня. Прем'єра музичного відео, знятого Кетрін Уайт у Лос-Анджелесі, відбулася 5 серпня на YouTube.
6 серпня 2021 року на виступі у Детройті, штат Мічиган, PVRIS виступили з новою піснею, яка називалась «My Way». Реліз нового синглу відбувся 22 жовтня 2021 року, офіційне музичне відео опублікувано на платформі YouTube.

### «Animal/Anywhere But Here»(2022)
10 жовтня 2022 року PVRIS випустили тизер свого наступний синглу у Твітері. Щодня до виходу пісні 20 жовтня 2022 року гурт публікував посилання для попереднього збереження синглу на різних музичних платформах. Нові треки супроводжувалися короткометражним фільмом режисерів Джекса Андерсона та Лінн Ганн, прем'єра якого відбулася на Youtube.
30 березня 2023 року Pvris оголосили, що четвертий альбом Evergreen вийде 14 липня 2023 року.

## Музичний стиль
AllMusic писали, що гурт «змішав мрійливу електроніку з темним роком». Їхній дебютний EP був описаний як постхардкор. Альбом White Noise був описаний як електро-поп, поп-музика, постхардкор, психоделік, та синті-поп. Їхній EP Hallucinations 2019 року був описаний як EDM, альтернативний рок, інді-поп, поп-рок, електро-рок та синті-поп.

## Дискографія

### Студійні альбоми
| Назва                                      | Деталі про альбом | Позиція в чартах | Позиція в чартах | Позиція в чартах | Позиція в чартах | Продажі                                             | Сертифікація |
| Назва                                      | Деталі про альбом | US               | US Alt.          | AUS              | UK               | Продажі                                             | Сертифікація |
| ------------------------------------------ | --- | ---------------- | ---------------- | ---------------- | ---------------- | --------------------------------------------------- | ------------ |
| White Noise                                | - Випущений: 4 жовтня, 2014 - Лейбл: Rise Records - Формат: CD, LP, касета, цифрове завантаження                          | 88               | 6                | —                | 55               | - Велика Британія: 60,000 - Сполучені Штати: 58,000 | - BPI Silver |
| All We Know of Heaven, All We Need of Hell | - Випущений: 25 серпня, 2017 - Лейбл: Rise Records - Формат: CD, LP, касета, цифрове завантаження, потокове передавання   | 41               | 3                | 12               | 4                |                                                     |              |
| Use Me                                     | - Випущений: 28 серпня, 2020 - Лейбл: Warner Records - Формат: CD, LP, касета, цифрове завантаження, потокове передавання | 155              | —                | 36               | 14               |                                                     |              |
| Evergreen                                  | - Випущений: 14 липня, 2023 - Лейбл: Hopeless - Формат: CD, LP, касета, цифрове завантаження, потокове передавання        | —                | —                | —                | 25               |                                                     |              |

### EP
- Paris [en](26 березня 2013), більше немає в iTunes[4]
- Acoustic (1 квітня 2014)[61]
- Hallucinations [en](25 жовтня 2019)[62]

### Сингли
| Назва                    | Рік  | Альбом                                     |
| ------------------------ | ---- | ------------------------------------------ |
| «St. Patrick»            | 2014 | White Noise                                |
| «My House»               | 2014 | White Noise                                |
| «White Noise»            | 2014 | White Noise                                |
| «Fire»                   | 2015 | White Noise                                |
| «You and I»              | 2016 | White Noise                                |
| «Heaven»                 | 2017 | All We Know of Heaven, All We Need of Hell |
| «What's Wrong»           | 2017 | All We Know of Heaven, All We Need of Hell |
| «Anyone Else»            | 2017 | All We Know of Heaven, All We Need of Hell |
| «Same Soul»              | 2017 | All We Know of Heaven, All We Need of Hell |
| «Death of Me»            | 2019 | Hallucinations & Use Me                    |
| «Hallucinations»         | 2019 | Hallucinations & Use Me                    |
| «Old Wounds»             | 2019 | Hallucinations & Use Me                    |
| «Dead Weight»            | 2020 | Use Me                                     |
| «Gimme a Minute»         | 2020 | Use Me                                     |
| «Use Me» (ft. 070 Shake) | 2020 | Use Me                                     |
| «Thank You» (ft. Raye)   | 2020 | Use Me                                     |
| «Sacrificial» (з Rezz)   | 2021 | Spiral                                     |
| «Monster»                | 2021 | Неальбомний сингл                          |
| «My Way»                 | 2021 | Неальбомний сингл                          |
| «Anywhere But Here»      | 2022 | Буде анонсовано                            |
| «Animal»                 | 2022 | Буде анонсовано                            |
| «Goddess»                | 2023 | Буде анонсовано                            |

### Промосингли
| Назва            | Рік  | Альбом                                     |
| ---------------- | ---- | ------------------------------------------ |
| «Half»           | 2017 | All We Know of Heaven, All We Need of Hell |
| «Winter»         | 2017 | All We Know of Heaven, All We Need of Hell |
| «Death of Me»    | 2019 | Hallucinations EP                          |
| «Hallucinations» | 2019 | Hallucinations EP                          |
| «Dead Weight»    | 2020 | Use Me                                     |

### За участі
- Лінн Ґанн (2011) - «Are You Ready To Fly» (Lions Lions)
- PVRIS (2013) - «Rain» (Love, Robot)
- Лінн Ґанн (2013) - «Fractured» (Under Fire)
- Лінн Ґанн (2014) - «Distance» (A Loss For Words)
- Лінн Ґанн (2014) - «Obsessed» (TBMA)
- Лінн Ґанн (2015) - «Lose Myself» (Seven Lions)
- Лінн Ґанн (2018) - «Disappear» (Tonight Alive)
- PVRIS (2020) - «alive» (guardin)
- PVRIS (2021) - «Sacrificial» (Rezz)
- PVRIS (2022) - «WICKED» (MILKBLOOD)
- PVRIS (2022) - «Maybe You Saved Me» (Bad Suns)

### Інші пісні
| Назва                                            | Рік  | Альбом                                                         |
| ------------------------------------------------ | ---- | -------------------------------------------------------------- |
| «Mind Over Matter»                               | 2012 | Позаальбомна пісня                                             |
| «Gemini» (ft. Kyle Anthony)                      | 2012 | Позаальбомна пісня                                             |
| «Rain» (Love, Robot ft. PVRIS)                   | 2013 | Позаальбомна пісня                                             |
| «Follow»                                         | 2013 | Позаальбомна пісня                                             |
| «Chandelier»                                     | 2014 | Punk Goes Pop Vol. 6                                           |
| «Fire That Burns» (Circa Waves ft. Pvris)        | 2017 | Different Creatures                                            |
| «Are You Ten Years Ago»                          | 2017 | Tegan And Sara Present The Con X: Covers                       |
| «alive» (guardin ft. PVRIS)                      | 2020 | Майбутній альбом                                               |
| «Burn It All Down» (League of Legends ft. Pvris) | 2021 | Позаальбомна пісня                                             |
| «Snakes» (Miyavi & PVRIS)                        | 2021 | Arcane League of Legends (Soundtrack from the Animated Series) |

## Нагороди та номінації
Rock Sound Awards
| Рік  | Отримувач/Робота | Нагорода           | Результат | Пос.   |
| ---- | ---------------- | ------------------ | --------- | ------ |
| 2017 | PVRIS            | Artist of the Year | Перемога  | [ 67 ] |
| 2018 | Лінн Ганн        | Rock Sound Icon    | Перемога  | [ 68 ] |

Alternative Press Music Awards
| Рік  | Отримувач/Робота | Нагорода          | Результат | Пос.   |
| ---- | ---------------- | ----------------- | --------- | ------ |
| 2015 | PVRIS            | Breakthrough Band | Перемога  | [ 69 ] |

Boston Music Awards
| Рік  | Отримувач/Робота | Нагорода           | Результат | Пос.   |
| ---- | ---------------- | ------------------ | --------- | ------ |
| 2017 | PVRIS            | Artist of the Year | Перемога  | [ 70 ] |
| 2016 | PVRIS            | Artist of the Year | Перемога  | [ 71 ] |

AltRock Awards
| Рік  | Отримувач/Робота                        | Нагорода                | Результат | Пос.   |
| ---- | --------------------------------------- | ----------------------- | --------- | ------ |
| 2018 | PVRIS (з Muse і Thirty Seconds to Mars) | Tour of the Year        | Перемога  | [ 72 ] |
| 2018 | PVRIS (з Muse і Thirty Seconds to Mars) | Best Online Performance | Номінація | [ 72 ] |

Kerrang! Awards
| Рік  | Отримувач/Робота | Нагорода                    | Результат | Пос.   |
| ---- | ---------------- | --------------------------- | --------- | ------ |
| 2015 | PVRIS            | Best International Newcomer | Перемога  | [ 73 ] |

## Члени гурту

### Нинішні учасники гурту
- Ліндсі «Лінн Ганн» Ґаннулфсен — вокал, ритм-гітара, клавішні, ударні, музичне програмування (2012-теперішній час)
- Брайан Макдональд — бас-гітара, клавішні (2012-теперішній час)

### Члени, що супроводжують у турах
- Джастін Нейс — ударні (2014—2020)[74]
- Денні Агосто — ударні (2020-теперішній час)[75]

### Колишні учасники гурту
- Кайл Ентоні — скрім, клавішні (2012)
- Бред Гріффін — ударні, бек-вокал (2012—2013)
- Алекс Бабінскі — гітара, клавішні (2012—2020)

### Сесійні учасники
- Крістофер Кемрада — ударні (2013) у «White Noise»